# Apalis
Apalis är ett artrikt fågelsläkte i familjen cistikolor inom ordningen tättingar.
De är slanka fåglar med lång stjärt och smal näbb som de fångar insekter med. Vanligtvis är de bruna, grå eller gröna på ovansidan och flera av arterna har ljus undersida. Könen är lika till utseendet men hanarna är ibland mer kontrastrika.

## Arter
Släktet omfattar 25 arter som förekommer i Afrika söder om Sahara:
- Ringapalis (A. thoracica)
- Gulstrupig apalis (A. flavigularis)
- Taitaapalis (A. fuscigularis)
- Namuliapalis (A. lynesi)
- Vitbrynad apalis (A. ruddi)
- Gulbröstad apalis (A. flavida)
- Maskapalis (A. binotata)
- Albertineapalis (A. personata)
- Svartstrupig apalis (A. jacksoni)
- Vitvingad apalis (A. chariessa)
- Svartkronad apalis (A. nigriceps)
- Svarthuvad apalis (A. melanocephala)
- Chirindaapalis (A. chirindensis)
- Kastanjestrupig apalis (A. porphyrolaema)
- Kaboboapalis (A. kaboboensis)
- Rosthuvad apalis (A. chapini)
- Skifferapalis (A. sharpii)
- Beigestrupig apalis (A. rufogularis)
- Kungweapalis (A. argentea)
- Karamojaapalis (A. karamojae)
- Massajapalis (A. stronachi)
- Bamendaapalis (A. bamendae)
- Kongoapalis (A. goslingi)
- Grå apalis (A. cinerea)
- Brunhuvad apalis (A. alticola)

Ruwenzorisångare (Oreolais ruwenzorii) och svarthalsad sångare (O. pulcher) placerades tidigare i Apalis.